# Телюга австралійська
Телюга австралійська (Sphecotheres vieilloti) — вид співочих птахів родини вивільгових (Oriolidae).

## Поширення
Вид поширений на півночі та сході Австралії, півдні Папуа Нової Гвінеї та на індонезійському архіпелазі Кай.

## Опис
Птахи завдовжки 27-29 см. Присутній статевий диморфізм. Самці мають оливково-зелену верхню частину, чорну голову та яскраво-червону неоперену лицьову маску. Нижня частина тіла жовта. Самиці зверху тьмяно-коричневі, знизу білі з чіткими темними смугами. У них сірувата лицьова маска та сірувато-чорний дзьоб.

## Спосіб життя
Трапляється поодинці, парами або невеликими зграйками у кронах дерев. У негніздовий сезон можуть збиратися у зграї до 40 птахів. Живиться плодами, переважно фікуса. Гніздо будує у кроні дерев. У гнізді 2-4 яйця. Інкубація триває 16-17 днів.

## Підвиди
- S. v. cucullatus — острови Кай в Індонезії.[5]
- S. v. salvadorii — південь Папуа-Нова Гвінея.
- S. v. ashbyi — північ Західної Австралії та Північна Територія.
- S. v. flaviventris — північний схід Австралії.
- S. v. vieilloti на південному сході Австралії.[6][7][8][9]